# Гуткин, Тимофей Исаевич
Тимофей Исаевич Гуткин (27 июня 1925, Полоцк Витебской области — 27 января 2009, Морристаун, Нью-Джерси, США) — советский физик. Доктор физико-математических наук (1973), профессор (1988).

## Биография
В 1950 окончил Харьковский университет. В 1951—1981 старший научный сотрудник, зав. лабораторией в Физико-техническом институте в Сухуми. В 1981—1985 — профессор Института механизации и электрификации сельского хозяйства. В 1986—1992 — старший научный сотрудник, доцент, научный руководитель отраслевой научно-исследовательской лабораторией, профессор Харьковского института инженеров городского хозяйства. Проживал в США. Скончался 27 января 2009 в штате Нью-Джерси, США.

## Научные работы
- «Некоторые вопросы взаимодействия высокочастотных электромагнитных полей конечной амплитуды с замагниченной плазмой», 1972
- «Влияние сжимаемости на винтовую неустойчивость плазмы» // ФП. 1977. Т. 3, № 3;
- «Об устойчивости аксиально-симметричной вращающейся плазмы конечного давления» // Там же. 1980. Т. 6, вып. 5;
- «Световоды»: [Учеб. пособие для спец. «Физика твердого тела» и «Светотехника и источники света»], 1989 (соавтор)
- «Активные элементы световодного тракта» : [Учеб. пособие для спец. 23.06], 1991 (соавтор)